# Hypercompe cunigunda
Hypercompe cunigunda är en fjärilsart som beskrevs av Stoll 1781. Hypercompe cunigunda ingår i släktet Hypercompe och familjen björnspinnare. Inga underarter finns listade i Catalogue of Life.

## Bildgalleri

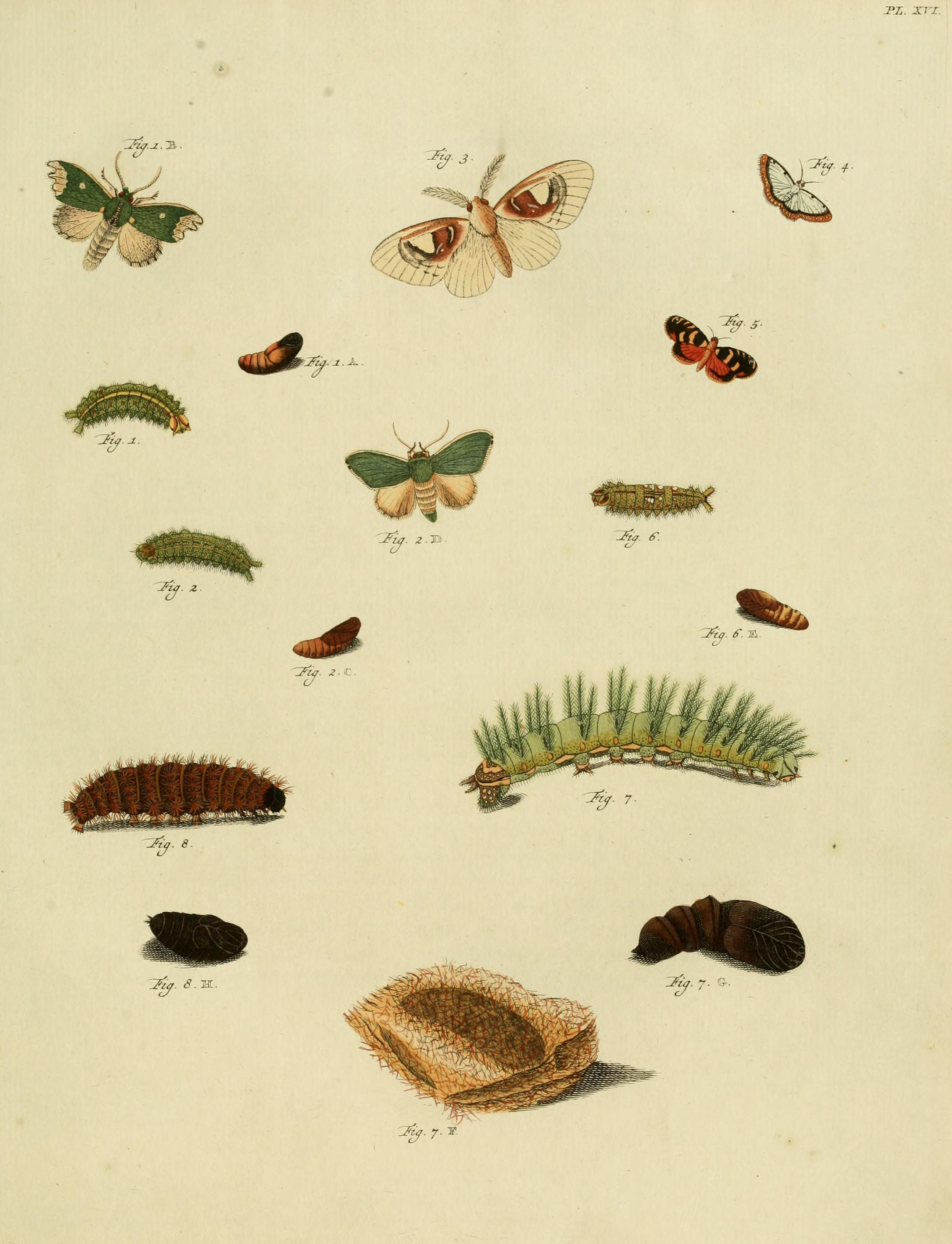
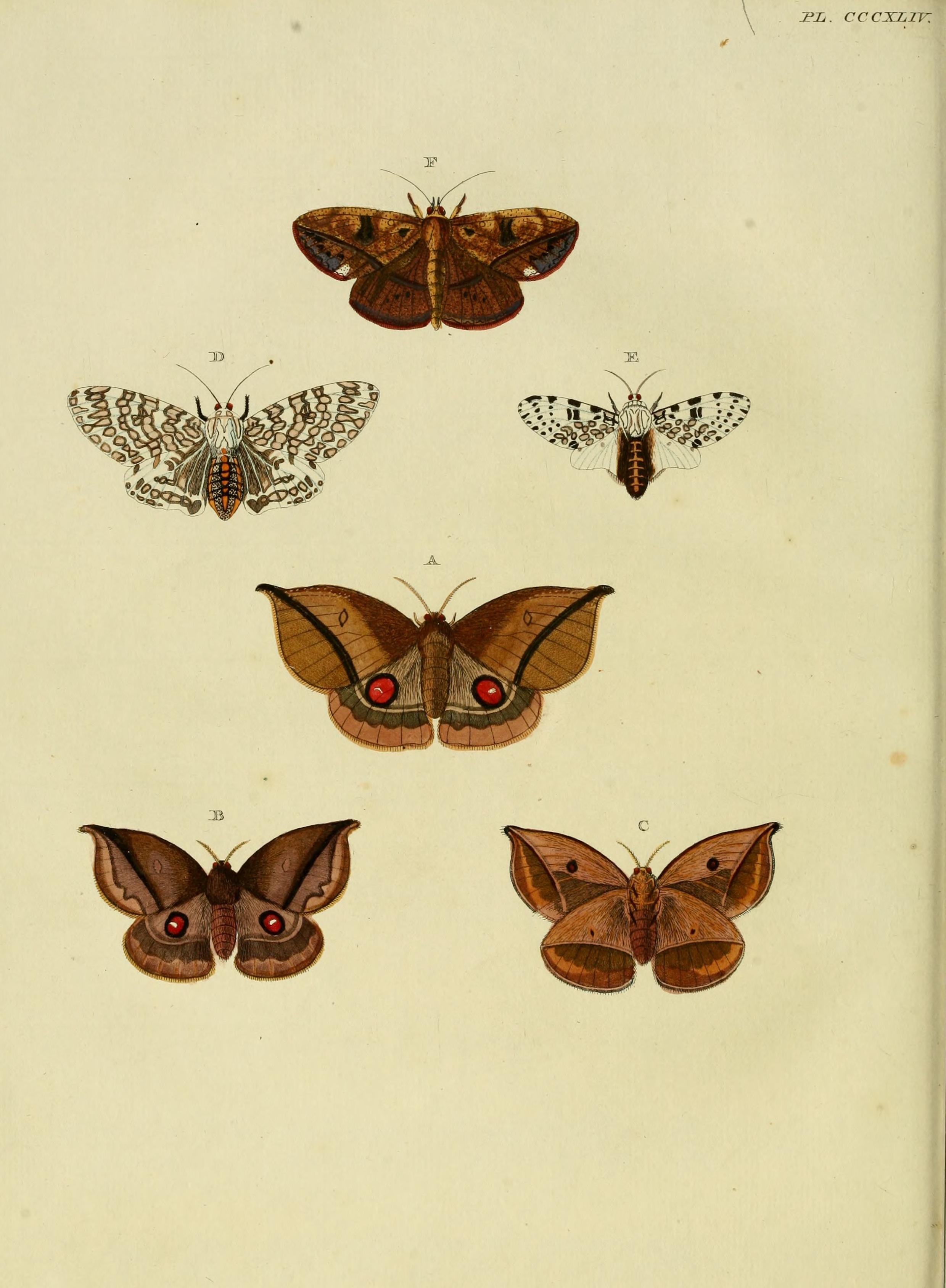